# Racoș
Racoș é uma comuna romena localizada no distrito de Brașov, na região histórica da Transilvânia. A comuna possui uma área de 77.78 km² e sua população era de 3414 habitantes segundo o censo de 2007.